# マリオン・レイヴン
マリオン・レイヴン（Marion Elise Ravn、1984年5月25日 - ）は、ノルウェー王国ロレンスコグ出身の女性歌手で元子役。現在はアメリカ合衆国を中心に活動。身長172cm。髪・瞳の色はブラウン。
彼女の苗字は海賊に由来し、またRavnは英語表記でRaven（カラス）という意味にもなり彼女の芸名とロゴに使われている。女性歌手マリット・ラーセンと共にノルウェーでポップデュオM2Mとして活躍。M2Mは2002年に解散。その後、レイヴンは2005年に世界市場向けにアルバム『Here I am』を発表。ソロのポピュラーロックシンガーとして再デビューした。2006年にはアメリカのインディーズレーベルEleven Seven Musicと契約しアルバム『Heads Will Roll』を制作。2007年に入ってからは欧州市場を開拓すべく『Set me free』を発表。ドイツ、イギリス、オランダなどを重点的にプロモーション活動を行っている。その音楽性はアラニス・モリセット、エアロスミス、AC/DC、フィオナ・アップル、フリートウッド・マック、ジャニス・ジョプリン、サラ・マクラクランなどの影響を受けている。

## 来歴
1984年5月25日ノルウェー、オスロ東郊のロレンスコグに教師の父ハルゲイル・ヨハン・ラーヴン（Hallgeir Johan Ravn）とソーシャルワーカーだった母レイドゥン・アガーテ・メドフース（Reidun Agathe Medhus）の元に生まれる。幼少期より歌に関心を示し、時には作詞もしていたという。5歳のとき街の教会のゴスペル聖歌隊に入り、7歳になり地元ロレンスコグで歴史的な聖歌隊「聖ローレンシス」の歌手になった。8歳でピアノとバレエを始め翌年にはノルウェジアン・ブロードウェイ主催のミュージカル「サウンド・オブ・ミュージック」に出演した。彼女の所属する劇団は「Vettene Vinner」という賞を授与された。
本格的に芸能活動を始めたマリオンは10歳のとき「ダウンタウン物語」「オズの魔法使い」などに出演（両方ともノルウェジアン・ブロードウェイ主催）。1995年、彼女の父はデモテープを制作し首都オスロのスタジオに送った。そのデモビデオの中にはマリオンの幼馴染で後のパートナーとなるマリット・ラーセンもマリオンの強い希望で出演した。直ぐに目を付けられた二人はノルウェーEMIと契約、ポピュラーデュオM2Mを結成することになった。一年後、二人はアルバム『Marit og Marion synger kjente barnesanger(訳：マリットとマリオンが歌う有名な子供の歌)』を制作。同アルバムはノルウェーグラミー賞にもノミネートされた。歌手活動を続ける中マリオンはシェイクスピアの「オセロ」にも出演していた。
1998年からは英語版の制作に取り掛かり、オーディションを経てアメリカのアトランティック・レコードと契約を結んだ（オーディションのときマリオンはキーボードを、マリットはギターを弾いた）。世界中から集めた作曲家達とアルバムの制作に入り2000年に『Shades of Purple』をリリース。それに付随して発売されたシングル『Don't say you love me』は『劇場版ポケットモンスター ミュウツーの逆襲』のアメリカ版エンディングテーマに起用された。曲はジミー・ブローワーやセリーヌ・ディオンなども手がけるピーター・ジッゾにプロデュースされ、アラニス・モリセット、U2などを手がけたトム・ロードアルジェがミキサーとして参加、サウンドスキャンによると、全米ランキング72位で一週間で39000枚を売り上げた。
2枚目のアルバム『The Big Room』はニューヨークのベアズヴィル・レコードで収録、2002年に発売された。アルバムの世界ツアーが終わった後、二人は歌手ジュエルの世界ツアーに同行、前座を務めたが1か月後にはこの世界ツアーごと突然の中止に追い込まれてしまった。この頃、マリオンが1人でのキャリア展開を模索しているという噂が飛び交った。そして2002年、M2Mはアメリカでの売り上げが伸びないことを理由に解散を発表した。その後、マリオンはアトランティック・レコードから100万ドルの契約依頼を受けた。

## ソロシンガーとしての経歴

### 『Here I am』 (2005)
アトランティック・レコードでソロのアーティストとしての最初の活動は2003年からデビューアルバム『Here I am』に始まった。このアルバムにはスウェーデン人のシンガーソングライターでプロデューサーでブリトニー・スピアーズやバックストリート・ボーイズなども手がけたマックス・マーティンとラミ、カナダ人シンガーソングライターのシャンタール・クレヴィアジックに加えシャンタールの夫でカナダ人歌手のレイン・マイダが携わった。当初、レコード会社はマリオンのイメージをロックでダークな特殊な存在にすることに違和感を覚えており、ロックとポップスの融合を目指したマリオンは、自分が好きな音楽を行う権利について会社と一騒動を起こした。結果的に2曲のボーナストラックを含めた14曲のホピュラーロックな曲を制作。その音はアヴリル・ラヴィーンやエヴァネッセンスを意識させるものとなった。同アルバムはまずスカンジナビア、日本、東南アジアでリリース。
マックス・マーティンとのコラボレーション曲『Break You』は2005年4月25日に世界に先駆け日本で初めてラジオ・リリースされ、シングルカットの『End of Me』(こちらもコラボ)は東南アジアで発売された。この後、7月に正式にアルバムがリリースされている。楽曲『Here I am』と『Break You』のプロモーションビデオは2005年3月、ブレット・シモン監督のもとロサンゼルスで撮影された。
アトランティック・レコードの内部事情を考慮に入れると、ちょうどこの時、同社はワーナー・ミュージック・グループに買収されている最中であったため彼女のアルバムのワールド・リリースも遅れることになってしまった。2005年8月10日には彼女の母国ノルウェーにて発売。ノルウェーの隣スウェーデンでは初登場6位を記録した。またアジア各国でも好評となり発売から3か月で13万5000枚を出荷した。日本では洋楽アルバムチャートの1位を数週間に渡り独占し、日本の他フィリピン、台湾、シンガポールで6月7月とプロモーションを行った。『End of Me』と『Break You』のプロモーションビデオはMTVアジアで幾度となく放送され、アジアとノルウェーではラジオのリクエストTOP10の常連になった。しかし、プロモーション不足であったことは否めず、このアルバムに関して会社は快く思っていなかったと疑念が持たれていると同時に評論上では「商業的に将来性のあるアーティスト」としての評価を受けた。

### 『Heads Will Roll EP』 (2006)
2006年初頭、マリオンは所属していたアトランティック・レコードを「音楽性の違い」から契約解除する、と発表があった。マリオンはこのことに関してスピリット誌のインタビューに応じた。「もうこれ以上やってられないわ。何もかもナンセンスだし、何をするにも時間がかかりすぎ。本当に疲れたわ。私は全てを仕事に捧げるためにニューヨークに移り住んだけど、結局何も無し。だからココを去って自分でやると決めたときは、もうホッして解放された感じ」と答えた彼女は直ぐにインディーズ・レーベルのEleven Seven Musicに移籍し、全米デビューをすることになった。Eleven Seven Musicはマリオンのマネージメント会社で『Here I am』にも友情参加したバンドEverclearやニッキー・シックスのホームでもある10th Street Entertainmentが設立した。
2006年7月、マリオンはマイスペースの中で公式に新たにレコーディングしなおした『Heads Will Roll』をリリースすることを発表。このアルバムはジェームス・マイケルとニッキー・シックスが全米デビューへのプロデュースをした。同アルバムは一部がEPとなっており2006年10月31日に発売された。新曲『Spit You Out』『Good 4 Six』『All I Wanna Do Is You』、前作『Here I am』から『13 Days』、レイン・マイダ、シャンタール・クレヴィアジックとのコラボレーション曲でアコースティック・ヴァージョンの『Let Me Introduce Myself』、マリオンがFun-Rockへ傾倒した曲で再度レコーディングしなおした曲『Heads Will Roll』などが収録されている。
Exclusive誌によるとマリオンはニッキー・シックスに出会ったことにより彼がサポートを勤めるアメリカ人歌手のアリス・クーパーのノルウェー・オスロ公演のバックステージで勉強させてもらえる機会を得た。結果的にシックスは彼女をロサンゼルスに招き上記アルバムのレコーディングのヘルプもしている。そしてアルバムは映画『National Lampoon's Van Wilder: The Rise of Taj』（日本未公開）のサウンドトラックにも収録された他、ハリウッド映画『Cut Off』のサウンドトラックのため『October』という曲を収録した。

### 『Set Me Free』 (2007)
アメリカでの新作『Set Me Free』をアメリカ人歌手のデスモンド・チャイルドと制作している時、新作アルバム『Bat out of Hell III: The Monster Is Loose』でチャイルドと仕事をしていたミートローフにマリオンは出会う。チャイルドはマリオンにジム・スタインマンがオリジナルの楽曲『It's All Coming Back to Me Now』をミートローフとデュエットするよう薦めたが結局デュエットしたのはセリーヌ・ディオンになってしまった。最終的にミートローフは彼の3枚目のアルバムからシングルカットされた曲とそのビデオクリップにマリオンを出演させアメリカVH1 Classicにて2006年8月21日に放送された。CDはイギリスのBBCラジオ2のプレイリストとして2006年10月16日に発売された。第1週目はイギリスのダウンロード・チャートのみで43位だったが、翌週は6位にまで上昇し、(デュエットではあったにせよ)マリオンにとってイギリスにおいて初めてのTOP10入りで、2回目のイギリスにおけるランク・インだった（M2M時代の2000年に『Don't Say You Love Me』で16位に入っている）。『It's All Coming Back to Me Now』は85週間に渡り様々なチャートにランクインし続け、ノルウェーのランキングでは6週連続1位だった。
2007年2月末、マリオンはミートローフのアメリカ・カナダ・ツアーに同行。そこで彼とのデュエット曲披露の挨拶代わりとして彼女はアルバム『Set Me Free』からアコースティック・バラードを披露した。このツアーで彼女はブースを作りマリオン・レイヴンTシャツとアルバム『Set Me Free』をちゃっかり販売していた。アルバムは『Here I am』などからのミックスと新曲を含めたもので、2007年5月にヨーロッパで、7月にアメリカで発売された。
プロモーション活動に関していえば、2007年3月末からイギリス、ドイツ、オランダのヨーロッパ・プロモーションを行った。このプロモーションで彼女はテレビ、ラジオを始め雑誌やオンライン・メディアに至るまで積極的に宣伝。ドイツではラジオの南西ドイツ放送、Maxim Radio、テレビ局ではWestdeutscher Rundfunk、HR3、ヘビーメタル系雑誌のMetal Hummerに出演した。オランダを回っているときはアムステルダムのハードロックカフェでインタビューに応じた。ロックの国イギリスではGibson Roomでパフォーマンスを行い、インタビューはヨーロッパの通信社Tiscali SpAとアメリカのRadio Disneyが行った。
『Falling Away』『Break You』の2曲はアルバムからシングルカットされた。前者はドイツとオランダでラジオリリース、後者は2007年7月24日イギリスでリリースされた。2007年7月の上旬にはAcounstic UKに参加。このツアーで彼女はニューキャッスルやマンチェスターの学校を巡業して回った。その後、アメリカ人歌手のP!NKのドイツツアーI'm Not Dead Tourに7月中旬から8月中旬までサポートとして参加した。

## ディスコグラフィー

### アルバム
| 年   | アルバム                                                                                             | ランキング | ランキング | ランキング | ランキング   | 受賞・枚数                                                                     |
| 年   | アルバム                                                                                             | ノルウェー | 日本       | マレーシア | シンガポール | 受賞・枚数                                                                     |
| ---- | --- | ---------- | ---------- | ---------- | ------------ | ------------------------------------------------------------------------------ |
| 2005 | Here I Am - 1st studio album - 発売: 2005年6月8日 (北米・欧州を除く) - フォーマット: CD/ダウンロード | 6          | 1          | 4          | 3            | - 日本: ゴールドディスク(100,000枚) - シンガポール: ゴールドディスク (7,500枚) |
| 2006 | Heads Will Roll - 1st EP - 発売: 2006年10月31日 - フォーマット: ダウンロード                         | -          | -          | -          | -            |                                                                                |
| 2007 | Set Me Free - 北米・欧州初リリース - 発売: 2007年6月18日 - フォーマット: CD/ダウンロード             | -          | -          | -          | -            |                                                                                |

### シングル
| 年   | シングル                                             | ランク | ランク | ランク | ランク | ランク | ランク | ランク | ランク | ランク | ランク | ランク | ランク | アルバム            |
| 年   | シングル                                             | 諾     | 英     | 愛     | 独     | 墺     | 瑞     | 瑞     | 蘭     | 比     | 日     | 印     | EU     | アルバム            |
| ---- | ---------------------------------------------------- | ------ | ------ | ------ | ------ | ------ | ------ | ------ | ------ | ------ | ------ | ------ | ------ | ------------------- |
| 2005 | End of Me                                            | -      | -      | -      | -      | -      | -      | -      | -      | 5      | 3      | 3      | -      | Here I Am           |
| 2005 | Break You                                            | 10     | -      | -      | -      | -      | -      | 51     | -      | -      | 1      | 1      | -      | Here I Am           |
| 2005 | Here I Am                                            | 20     | -      | -      | -      | -      | -      | -      | -      | -      | -      | -      | 129    | Here I Am           |
| 2006 | Little by Little                                     | -      | -      | -      | -      | -      | -      | -      | -      | -      | -      | -      | -      | Here I Am           |
| 2006 | Heads Will Roll                                      | -      | -      | -      | -      | -      | -      | -      | -      | -      | -      | -      | -      | Heads Will Roll     |
| 2006 | It's All Coming Back to Me Now (with ミート・ローフ) | 1      | 6      | 34     | 7      | 17     | 21     | -      | 26     | -      | -      | -      | 8      | Bat out of Hell III |
| 2007 | Falling Away                                         | -      | -      | -      | 1      | -      | -      | -      | -      | -      | -      | -      | -      | Set Me Free         |

## その他

### 映画
- 塔の上のラプンツェル：ラプンツェル（ノルウェー語版の吹き替え）
- ミラベルと魔法だらけの家：イサベラ（ノルウェー語版の吹き替え）

### ツアー
| 年            | ツアー                              | 場所                         | その他                             |
| ------------- | ----------------------------------- | ---------------------------- | ---------------------------------- |
| 2005年下半期  | 「Here I Am」 プロモーションツアー  | 日本, ノルウェー, 東南アジア |                                    |
| 2007年上半期  | ミート・ローフ Seize The Night Tour | カナダ, アメリカ, ヨーロッパ | サポーティング                     |
| 2007年7月上旬 | Acoustic UK. Tour                   | イギリス                     | School-basedアコースティックツアー |
| 2007年7月-8月 | P!nk 「I'm Not Dead Tour」          | ドイツ                       | サポーティング                     |

### 受賞歴
- ノルウェー・ミュージックアワード、ノミネート。
- 2005年、MTVヨーロッパ・ミュージックアワード「最優秀ノルウェー人歌手」ノミネート。

### ボランティア
- 2005年末シンガポールツアー中「プレジデント・スター・チャリティーコンサート」に参加。
- 2005年、ノルウェー救世軍の「リレストム・チャリティーコンサート」と「ピンクリボンショー」に参加。
- 2007年9月、アフリカ支援の基金設立のためユニセフに参加。